# Brugse stadsbus
Het Brugse stadsbusnet wordt geëxploiteerd door de Vlaamse Vervoermaatschappij "De Lijn", entiteit "West-Vlaanderen". Het stadsnet omvat sinds 2023 zes lijnen. Het busstation bij het hoofdtreinstation wordt als centraal knooppunt voor alle bussen aanzien.

## Geschiedenis

### De autobus in aantocht
Tussen 1913 en 1951 bestond het openbaar vervoer in Brugge quasi volledig uit elektrische trams. Ook elders waren trams dagelijkse kost in het openbare leven. In het hele land werd het personen- en vrachtvervoer erdoor beheerst, waardoor de geplande overschakeling naar autobussen, in het begin van de jaren 1950, heel wat commotie met zich meebracht, bij zowel de voor- als tegenstanders van de tram. Het is echter niet zo dat personenvervoer per autobus pas na de Tweede Wereldoorlog werd uitgevonden. In o.a. Engeland reden vóór de eeuwwisseling reeds autobussen in openbare dienst. Slechts enkele jaren later kwam ook Brugge het fenomeen "autobus" tegen. Op 16 maart 1905 werd in Brugge een concessie aangevraagd voor het uitbaten van twee lijnen met behulp van autobussen door de heren Clément Philippe, Henri de Fuisseaux en Eugène Brassine. Het betrof een lijn tussen de Grote Markt en de Dampoort en een lijn tussen het station en de Kruispoort. Om nog min of meer onbekende redenen kwam van de uitbating uiteindelijk niets meer in huis. Een mogelijk, en meest waarschijnlijk, motief was wellicht dat beide voorgestelde trajecten dezelfde punten verbonden als reeds bestaande tramlijnen. De uitbaters van de tramkoetsen hadden immers nog een lopende concessie. Ook het verzoek met de aanvraag tot uitbating van een stadsbusnet te Brugge door de S.A. General Auto Omnibus COY Ltd. uit Antwerpen in 1921, werd om nog onbekende redenen niet uitgevoerd.

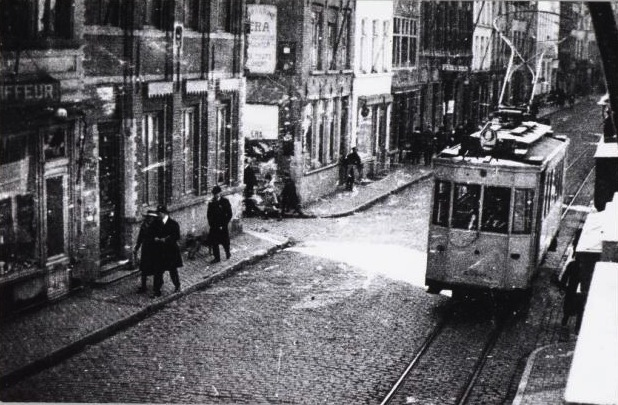
Tram 2 in de Noordzandstraat anno 1920

Pas op 31 maart 1923 verscheen de eerste autobus in het Brugse stadsbeeld. De "samenwerkende vennootschap Uytkerke Vervoer en Uitbreiding" baatte vanaf die datum de lijn Brugge - Blankenberge uit. Hierna volgden nog verschillende andere lijnen, uitgebaat door privé-personen. Dit betekende uiteraard een grote concurrentie voor de NMVB, in die mate zelfs dat heel wat tramlijnen dreigden ten onder te gaan, gezien de meeste buslijnen parallel met de tramlijnen liepen. Om die reden werd in augustus 1924 de Buurtspoorwegen (NMVB) het voorkeurrecht verleend voor de inrichting van autobusdiensten op vergunde en mogelijk toekomstige lijnen. In september 1924 werden in een tweede wet de statuten van de openbare en regelmatige busdiensten vastgelegd. Deze twee wetten, die als bescherming zouden moeten dienen voor de NMVB, werden echter helemaal niet opgevolgd en heel wat privé-lijnen bleven zonder toelating uitgebaat worden.
In november 1928 diende de heer Noë een voorstel in tijdens de gemeenteraadszitting om een zogenaamd "nieuw ontworpen kringspoor" (Sint-Jorisstraat, Leopold II-laan, Karel de Stoutelaan, Gulden-Vlieslaan en Nieuwe Wandeling (nu Hoefijzerlaan)) te gaan bedienen met bussen. In december richtte men hiertoe een schrijven aan de NMVB, wat echter zonder gevolg bleef. In juni 1935 maakte de "Chambre de Commerce de la Ville et de l'Arrondissement de Bruges" zijn zienswijze aan de stad bekend, omtrent het verplaatsen van het station. Tegelijkertijd werd de 'gebrekkige' uitbating van het stadstramnet aangeklaagd en werd het voorstel gedaan de trams te vervangen door trolleybussen. Zodoende kon men zich van de "ongemak veroorzakende rails en trams" verlossen. Eind juni 1936 vond een samenkomst tussen het college van burgemeester en schepenen van de stad Brugge en de heer Jacobs, groepschef van de NMVB, plaats. Het College opperde hierbij het voorstel om tramlijn 2 vanaf het station tot aan de Katelijnepoort, bij wijze van proef, te vervangen door een trolleybuslijn en het "kringspoor" volledig te laten bedienen door trolleybussen. Eveneens werd geopperd om in de toekomst het tramnet geleidelijk af te schaffen en te vervangen door trolleybussen. In september 1936 was er nog steeds geen reactie van de NMVB, gezien er van die kant uit compleet geen interesse bleek en de Buurtspoorwegen in het bezit waren van het concessierecht op de uitbating van de stadslijnen te Brugge. Hierdoor werd van verdere planning afgezien en werd het project afgevoerd.
Na de Tweede Wereldoorlog maakte het vervoer per bus een snelle evolutie door. De NMVB had te kampen met stijgende loonkosten terwijl de ontvangsten in een eerste fase stabiel bleven. Daarenboven bleek een belangrijke bron van inkomsten, het goederenvervoer, zienderogen te slinken door de overname ervan door privé-vervoerders. Enkel personenvervoer restte dus nog, dat op vele lijnen bovendien alsmaar meer gebreken vertoonde. In 1947 moest een Saneringscommissie uitvissen hoe de balans weer kon hersteld worden. Ondertussen bleven de ontvangsten maar dalen door de heropleving van het individueel vervoer. Volgens de Saneringscommissie kon enkel nog het vernieuwen en/of moderniseren van het rollend trammaterieel, het verbeteren van de vaste installaties en de elektrificatie van de lijnen die nog met spoorauto's werden uitgebaat voor enige redding zorgen. Desondanks bleek voor het vervoer per spoor dat het, alle maatregelen ten spijt, op langere termijn slechts rendabel kon zijn op enkele welbepaalde lijnen (zoals de kustlijnen) en in welbepaalde regio's (zoals Henegouwen). Voor de overige lijnen bleef niet veel toekomst meer over buiten de overschakeling op busexploitatie.

### Het einde van de Brugse stadstram en de invoering van de stadsbus
Vóór de Tweede Wereldoorlog had de NMVB al af te rekenen met bijna één vierde verlies op het Brugse tramnet. Gedurende de laatste jaren van de oorlog boekte men wel winst, omdat de tram toen praktisch het enige vervoermiddel was in zowel de stad als op het platteland. Na de oorlog stelde men in het hele land een algemene sterke daling van het aantal reizigers vast. Dit leidde tot zwaar financieel verlies bij de NMVB. In 1948 probeerde men in Brugge, door o.a. het invoeren van eenmansbediening op de eindsecties, door de afschaffing van al te gebrekkige diensten en door beperking van onderhoud van rollend materieel en spoorinstallaties, de zware verliezen te beperken. Al deze maatregelen ten spijt vielen in dat jaar nog verliezen te noteren, zonder dat dus ook maar één frank in de verbetering van het materieel was geïnvesteerd. Nochtans had de Saneringscommissie in 1947 aangedrongen op de modernisering van het rollend materieel en de vaste installaties, om zodoende de reizigers meer comfort en veiligheid te bieden en aldus de inkomsten weer op te trekken.
Het bleek overduidelijk dat het onhaalbaar was de toen in voege zijnde exploitatie voor de NMVB verder uit te voeren. Daarenboven was de tramgebruiker in Brugge ook niet meer tevreden over het elektrisch net in de Breydelstad. Regelmatig ontstonden immers grote onregelmatigheden in de diensten omwille van de vele hindernissen (zoals de bruggen aan de Ringvaart). Ook de enkelspoorexploitatie op zowat alle secties liet niet toe om, door het inleggen van extra rijtuigen of het invoeren van een bijzonder oponthoud, de dienst naar de omstandigheden te regelen. Enige verbetering ontstond wel door het aanbrengen van enkelspoorsignalisatie, maar voor een voelbaar resultaat moest men meerdere uitwijksporen aanleggen. Dit was niet mogelijk omwille van de beperkte straatbreedte. Om dezelfde reden en de korte bochten lag de commerciële snelheid te laag, zonder dat ze kon opgedreven worden, ook niet door de invoering van beter en sneller rollend materieel. Rond 1933 had men de motoren van de tramrijtuigen omgevormd, maar de hogere snelheid die toen mogelijk was, kon maar op enkele, en dan nog te korte, afstanden gebruikt worden. De kleine tijdwinst die hierdoor geboekt werd, ging bovendien meestal verloren bij het wachten op het uitwijkspoor op de kruisende tram. De stijging van het individueel vervoer stak de loop van de trams ook nog regelmatig stokken in de wielen, waardoor geregeld opstopping ontstonden. Daarnaast voldeed het Brugse tramnet ook niet meer. De rijtuigen dateerden uit 1913 en op enkele technische verbeteringen na waren er nooit comfortverbeterende ombouwingen uitgevoerd. Sinds de oorlog waren de trams ook tot op de draad versleten. Bovendien beoogden de betrokken gemeentebesturen van Sint-Michiels, Sint-Andries, Assebroek, Sint-Kruis en Oostkamp een uitbreiding van het net, maar zagen hier grotendeels vanaf door de te hoge kosten voor de aanleg van de sporen en de elektrische uitrusting.
De enige oplossing om van al deze problemen verlost te geraken bleek het afschaffen van de elektrische tramdiensten en deze te vervangen door stadsautobusdiensten. Op 1 december 1949 opperde de NMVB dan ook het voorstel het volledige stadstramnet van Brugge te verbussen. Brugge zou de eerste van een hele reeks Belgische steden zijn waar dit werd doorgevoerd. Voor de verbussing zou men bij wijze van proef de tramdiensten op de lijnen 1, 2, 3, 5 en 6 stopzetten en vervangen door een autobusdienst. Hiervoor moesten 12 autobussen aangekocht worden. De lijnen 2 en 5 en de lijnen 1 en 6 werden gekoppeld, terwijl lijn 3 werd gekoppeld aan de bestaande verpachte lijn naar Kristus-Koning. Tramlijn 4 zou, voorlopig althans, behouden worden om bij speciale, drukbezochte evenementen bijkomende diensten in te leggen tussen het nieuwe station en de Grote Markt door middel van aanhangrijtuigen. De elektrische tramlijn Brugge - Knokke (onderdeel van de kustlijn, beheerd door uitbatende maatschappij S.E.L.V.O.P.) en het geëlektrificeerde gedeelte van het ringspoor zouden ook behouden blijven. Op 4 februari 1950 werd de verbussing door de stad Brugge goedgekeurd en op 10 maart werd een voorlopige vergunning voor de uitbating van de stadsdiensten met autobussen aangevraagd. Op 13 maart werd door de Minister van Verkeerswezen een voorlopige vergunning toegekend voor de duur van 9 maanden voor het inrichten van diensten "ter vervanging of aanvulling van de elektrische trams":
- Lijn 1: Brugge Station - Assebroek O.L.V.-Kerk
- Lijn 2: Brugge Markt - Steenbrugge Abdij
- Lijn 3: Brugge Station - Sint-Pieters Kerk
- Lijn 5: Brugge Markt - Sint-Andries Molendorp
- Lijn 6: Brugge Station - Sint-Kruis Doornhut
- Lijn 7: Brugge Station - Sint-Michiels Casenbroot - Oostkamp Dorp

De opleiding van het betrokken personeel tot chauffeurs liep niet van een leien dakje. Begrijpelijk, gezien voordien waarschijnlijk geen enkele tramgeleider of -ontvanger ooit met een auto had gereden.
Op 15 maart 1950 startte men uiteindelijk met lijn 7, waarna op 6 april lijn 2 en 5 volgden en op 24 mei lijn 1 en 6. In het begin verliep de exploitatie van de stadsbusdiensten gunstig, zonder noemenswaardige vertragingen. In oktober 1950 werd een nieuwe tijdelijke vergunning toegestaan. Dankzij het zelfstandig opereren van elke bus, werden de opgelopen vertragingen niet overgezet op de andere rijtuigen, wat wel het geval was bij de enkelspooruitbating van de trams. De commerciële snelheid was aanzienlijk opgedreven en naargelang de behoeften van de omstandigheden, werden de reiswegen aangepast. De invoering van de autobussen was voor de betrokken gemeentebesturen een uitgemaakte zaak. De gewenste uitbreidingen konden nu effectief gerealiseerd worden en de bediening van enkele nieuwe woonwijken kon tot stand gebracht worden. Daarenboven reden de bussen, in tegenstelling tot de trams, in dezelfde rijrichting als het overige wegverkeer, waardoor de vele opstoppingen bij de problemen van gisteren behoorden. Ondanks de tariefvermindering bij de bussen, en de daaruit volgende daling van de inkomsten gedurende de eerste maanden van de exploitatie, was het verlies toch kleiner dan bij de tramexploitatie. Over de bussen zelf was de NMVB heel tevreden. Ze bleken ideaal voor vervoer in de soms nauwe straten van de Brugse binnenstad en er hadden zich nauwelijks noemenswaardige incidenten voorgedaan. In het begin van 1951 drongen de Provincie en de stad Brugge erop aan de tramuitbating geheel af te schaffen. Tegelijkertijd werd gevraagd om de wijk Sint-Jozef te bedienen en om na het stopzetten van de verpachte lijn naar Kristus-Koning, eind maart 1951, ook deze in eigen beheer te gaan uitbaten. Er werden nog 8 nieuwe bussen gekocht en enkele nieuwe uitbreidingen van het stadsnet werden overwogen. Op 31 juli 1951 werd uiteindelijk ook de laatste tramlijn, lijn 4, opgedoekt, wat het definitieve einde voor de Brugse stadstram betekende. Het tijdperk van de autobus was voor Brugge volledig ingeluid.
Na het verdwijnen van de stadstrams bleven in Brugge nog voor een korte tijd streektrams rijden, die echter al lang niet meer in de binnenstad kwamen. Op 29 september 1956 reed vanaf het station de laatste tram naar Knokke, wat het einde van het tramtijdperk in Brugge betekende.

### Veranderd net vanaf juli 2023
Vanwege de basisbereikbaarheid die de Vlaamse regering heeft opgesteld, werd in Brugge op 1 juli 2023 een nieuw busnet ontplooid. Brugge behoort tot de vervoersregio Brugge en werkt samen met andere steden en gemeenten: Blankenberge, Knokke-Heist, Damme, Zuienkerke, Jabbeke, Beernem, Oostkamp en Zedelgem. In Brugge werd het aantal stadslijnen teruggebracht van achttien tot zes en ze kregen allen een nieuwe nummering. Er verdwenen 185 minder gebruikte haltes. De route van de gratis shuttlebus van de stad Brugge, die sinds 2018 in de stad rijdt, werd mee aangepast aan de nieuwe situatie. Lijnen naar Varsenare (in Jabbeke) via de Gistelsesteenweg, B-Park en Ver-Assebroek kregen een hoger nummer binnen het regionet ronde Brugge, omdat de lijn soms doorgetrokken wordt naar verdere gemeenten. De drie bewuste bestemmingen worden echter minstens even vaak bediend als ervoor, waarbij de bus dus niet steeds doorrijdt naar gemeenten verderop.

## Stadslijnen(2023)
| Lijn | Traject                                                      |
| ---- | ------------------------------------------------------------ |
| 1    | AZ Sint-Jan - Station - Centrum - Sint-Kruis                 |
| 2    | Kinepolis - Station - Centrum - Coiseaukaai                  |
| 3    | VIVES - Station - Malehoek - Sint-Kruis                      |
| 4    | Sint-Andries - Gevangenis - Station - Assebroek - Van Zuylen |
| 5    | Sint-Michiels - Station - Sint-Pieters - AZ Sint-Jan         |
| 6    | Daverlo - AZ Sint-Lucas - Station - Sint-Jozef – Koolkerke   |

## Avondlijnen
Sinds 1994 is er in Brugge een nachtnet, dat in 2002 en 2004 enkele grondige uitbreidingen kende en in 2014 qua concept grondig gewijzigd werd naar een systeem met vaste lijnen.
Tot eind 2014 werd voor de stadsnachtlijnen het stadsgebied van Brugge onderverdeeld in 5 zones: Centrum, West (Sint-Andries en Sint-Michiels-west), Noord (Sint-Jozef, Koolkerke en Sint-Pieters), Oost (Sint-Kruis) en Zuid (Assebroek en Sint-Michiels-oost en -zuid).
Het systeem werkte als volgt: op de as tussen de Grote Markt en het station waren een aantal vaste opstapplaatsen. Bij het opstappen van de bus die de gewenste zone aandeed, vermeldde de passagier aan de chauffeur de halte of straat waar hij/zij heen moest. Vóór het vertrek bij de laatste vaste opstapplaats berekende de chauffeur de meest efficiënte route doorheen zijn zone om alle opgegeven haltes aan te doen.
Eind 2014 trad een systeem met 12 vaste lijnen in voege. Deze bedienen het hele stadsgebied en omliggende dorpen en gemeenten. Voordelen hiervan zijn enerzijds dat de avondlijnen ook voor een bediening richting het stadscentrum zorgen, en niet enkel vanuit het stadscentrum naar de rand, en anderzijds dat de reiziger in theorie kan rekenen op een gegarandeerde reistijd met een vast aankomstuur op zijn bestemming. In juli 2023 veranderden de avondlijnen samen met het stadsnet. Daardoor kwamen er 14 avondlijnen, waarbij de bediening van Zeebrugge, Oostkamp, Jabbeke, Zedelgem en Damme nog volgens de oude nummering liep.

## Materieel
De stadsbussen in Brugge zijn anno 2011 bussen van de types A308 (39- en 41-reeks), newA308 (42-reeks), A309 (46-, 47- en 49-reeks) en A308 Hyb (53-reeks) van Van Hool. De types A308 en new308 zijn midibussen met een lage vloer over de volledige lengte. Het type A309 heeft een lage vloer tot achter de tweede deur. De bussen zijn zeer wendbaar en hebben een korte draaistraal, wat van groot belang is in de soms nauwe straten van de Brugse binnenstad.
Op sommige lijnen worden soms ook bussen van een ander type ingezet.
Sinds 2023 rijden er 7 bussen van het type CRRC TEG6853 (reeks 2925-2931) rond op het stadsnetwerk.

## Voorstads- en streeklijnen

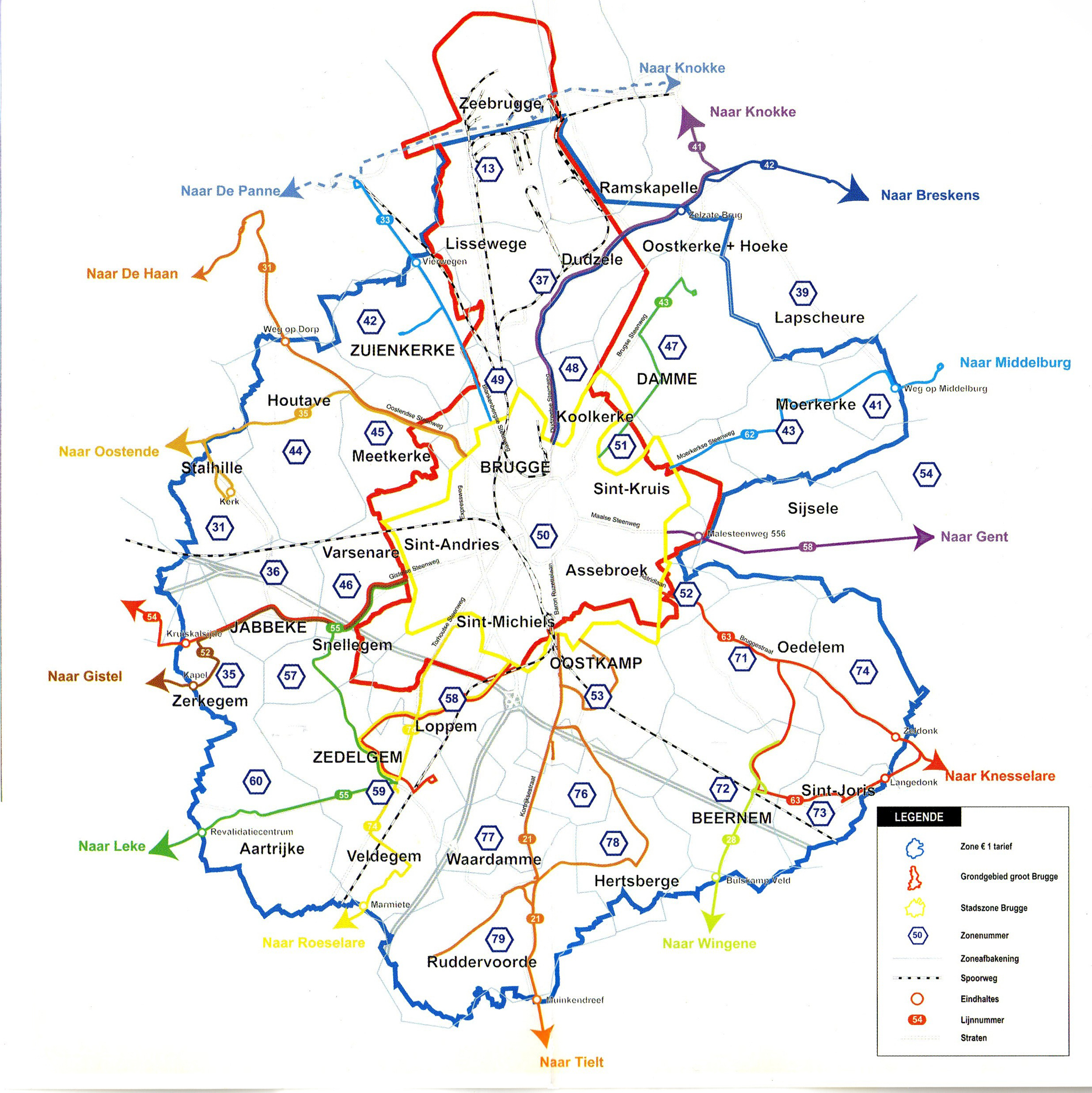
Streeklijnen vanuit Brugge (2007)

Het stadsnet wordt verder aangevuld door de voorstads- en streeklijnen, die in het stadsgebied zowel trajecten van de stadsbussen als eigen trajecten volgen, en die Brugge met voorsteden en vele dorpen en steden uit de grote regio rond de stad verbinden.
In het kader van het Neptunusplan van De Lijn zijn er ontwerpen voor een lightrailverbinding tussen Zeebrugge en Brugge (met een eventuele doortrekking tot in Torhout) en tussen Brugge en Oostende.